# Raión de Safónovo
El raión de Safónovo (ruso: Сафо́новский райо́н) es un distrito administrativo y municipal (raión) ruso perteneciente a la óblast de Smolensk. Se ubica en el centro-norte de la óblast. Su capital es Safónovo.
En 2021, el raión tenía una población de 54 986 habitantes.

## Subdivisiones
Comprende la ciudad de Safónovo y 226 localidades rurales, estas últimas agrupadas en los siguientes doce asentamientos rurales:
- Baránovo
- Belénino
- Vadino
- Vyshegor
- Zimnitsy
- Izdéshkovo
- Kazulino
- Nikolo-Pogoreloye
- Prudki
- Púshkino
- Rybki
- Stároye Seló